# Câu chuyện hôn nhân
Câu chuyện hôn nhân (tựa gốc tiếng Anh: Marriage Story) là một bộ phim điện ảnh chính kịch của Mỹ năm 2019 do Noah Baumbach đạo diễn, sản xuất và viết kịch bản. Phim có sự tham gia diễn xuất của Adam Driver và Scarlett Johansson, bên cạnh Laura Dern, Alan Alda, Ray Liotta, Azhy Robertson, Julie Hagerty, Merritt Wever và Wallace Shawn trong các vai phụ. Nội dung phim xoay quanh một cặp vợ chồng đã kết hôn trải qua một cuộc ly dị ở nhiều nơi khắp đất nước.
Marriage Story đón nhận nhiều lời khen từ giới phê bình, đặc biệt là cho phần chỉ đạo và kịch bản của Baumbach, cũng như sự đồng cảm, nhạc nền và những màn diễn xuất của Johansson, Driver, Alda, Liotta và Dern. Tác phẩm đều được Viện phim Mỹ, Ủy ban Quốc gia về Phê bình Điện ảnh và tạp chí TIME lựa chọn vào tốp 10 phim hay nhất năm 2019. Tại lễ trao giải Quả cầu vàng lần thứ 77, bộ phim dẫn đầu với 6 đề cử, trong đó có hạng mục Phim chính kịch hay nhất và sau đó đoạt giải Nữ diễn viên phụ xuất sắc nhất cho Dern.

## Diễn viên
- Scarlett Johansson vai Nicole Barber
- Adam Driver vai Charlie Barber
- Laura Dern vai Nora Fanshaw, luật sư của Nicole
- Alan Alda vai Bert Spitz, luật sư đầu tiên của Charlie
- Ray Liotta vai Jay Marotta, luật sư thứ hai của Charlie
- Julie Hagerty vai Sandra, mẹ của Nicole
- Merritt Wever vai Cassie, em gái của Nicole
- Azhy Robertson vai Henry Barber, con trai của Nicole và Charlie
- Wallace Shawn vai Frank, thành viên nhóm kịch của Charlie
- Martha Kelly vai Nancy Katz, chuyên viên giám định do tòa chỉ định
- Mark O'Brien vai Carter Mitchum, cố vấn khoa học cho chương trình truyền hình của Nicole
- Mickey Sumner vai Beth, diễn viên trong nhóm kịch của Charlie
- Matthew Shear vai Terry, diễn viên trong nhóm kịch của Charlie
- Brooke Bloom vai Mary Ann, quản lý sân khấu của nhóm kịch Charlie
- Robert Smigel vai người hòa giải cho Nicole và Charlie
- Sarah Jones vai Carol, một trong các nhà sản xuất chương trình truyền hình của Nicole
- Carlos Jacott vai Dennis, một trong các nhà sản xuất chương trình truyền hình của Nicole
- Dean Wareham vai nhà quay phim cho chương trình truyền hình của Nicole
- Bashir Salahuddin vai đạo diễn của chương trình truyền hình của Nicole
- Lucas Neff vai Pablo, nhân viên ánh sáng lẳng lơ
- Tunde Adebimpe vai Sam, chồng của Cassie
- Kyle Bornheimer vai Ted, luật sư tại công ty của Marotta
- Pilar Holland vai lễ tân văn phòng luật, người từ chối Charlie
- Rich Fulcher vai Thẩm phán Neil Tilden

Matthew Maher, Gideon Glick, Jasmine Cephas Jones, Raymond J. Lee, Mary Wiseman, và Becca Blackwell xuất hiện trong phim trong vai các diễn viên không được cho biết tên trong nhóm kịch của Charlie.

## Sản xuất
Ý tưởng cho bộ phim lần đầu đến với Baumbach vào năm 2016, trong khi ông đang trong giai đoạn hậu kỳ của phim The Meyerowitz Stories. Ông bắt đầu nghiên cứu chủ đề này và gặp Driver - người từng cộng tác với ông ba lần - để bàn về vai diễn.[5] Vào tháng 11 năm 2017, có thông báo rằng Driver, Johansson, Laura Dern, Merritt Wever và Azhy Robertson sẽ tham gia bộ phim, với David Heyman là nhà sản xuất dưới thương hiệu Heyday Films của ông, còn Netflix sẽ chịu trách nhiệm sản xuất và phát hành. Vào tháng 3 năm 2018, Kyle Bornheimer gia nhập dàn diễn viên của phim, và đến tháng 6 cùng năm, có thông báo rằng Ray Liotta cũng được chọn.
Giai đoạn quay chính bắt đầu vào ngày 15 tháng 1 năm 2018 và kéo dài 47 ngày, kết thúc vào tháng 4 năm 2018. Quá trình quay phim diễn ra ở cả Thành phố New York và Los Angeles.
Khi nói về kịch bản bộ phim, với việc đã ly dị với nữ diễn viên Jennifer Jason Leigh vào năm 2013, cũng như có bố mẹ ly hôn với nhau (vốn đã truyền cảm hứng cho bộ phim trước đây của ông là The Squid and the Whale), Baumbach chia sẻ:
Tôi có một mối liên hệ cá nhân đến chất liệu ... [nhưng] tôi cũng đang trong giai đoạn khi mà nhiều bạn bè của mình đang ly hôn. Tôi coi nó như một cơ hội để làm điều gì đó bao quát hơn, vậy nên tôi đã nghiên cứu rất nhiều. Tôi phỏng vấn rất nhiều bạn bè, bạn của bạn, và rồi cả luật sư, thẩm phán, người hòa giải.
Sau khi phim được phát hành, Baumbach cho biết: "Tôi đã cho [Leigh] xem kịch bản và rồi là bộ phim cách đây không lâu. Cô ấy rất thích."

## Chú giải
1. ↑  Tên của phim tại Việt Nam, dựa theo các ấn phẩm truyền thông của các bên có thẩm quyền.[6]